# ويليام س. كينيون
ويليام س. كينيون (بالإنجليزية: William C. Kenyon)‏ هو مدرب كرة سلة أمريكي، ولد في 5 ديسمبر 1898 في مانشستر في الولايات المتحدة، وتوفي في 6 مايو 1951 في بانجور في الولايات المتحدة.

## وصلات خارجية
- ويليام س. كينيون على موقع مرجع كرة القدم المحترفة.كوم (الإنجليزية)